# Compro tutto
Compro tutto è il primo album del cantautore italiano Walter Foini, pubblicato dall'etichetta discografica Polydor nel 1977.
L'album, disponibile su long playing e musicassetta, è prodotto da Niko Papathanassiou. Le musiche dei brani sono composte dall'interprete, mentre i testi sono opera di Alberto Salerno.
Dal disco è tratto il singolo Compro tutto/Viaggio.

## Tracce

### Lato A
1. Compro tutto
2. Sedie di paglia
3. Amore di un mattino
4. Viaggio
5. Autoironia

### Lato B
1. Festa
2. Lungo il sentiero della vita
3. La mia primavera
4. Madre
5. Nel tempo